# Комито
Комито, Датах-корт (чечен. Даттах-Корта, груз. ქომიტო) — горная вершина в Шаройском районе Чечни на границе с Грузией. Высота над уровнем моря составляет 4261 метр. За период с 1888 по 1969 год площадь ледника горы Комито уменьшилась на 2,6 км², а длина — на 920 м..

## География
Ближайшие населённые пункты: На северо-западе — Сандухой (разв.), Итум-Кали и Тазбичи, на северо-востоке — Мазухи, Кочехой, Кебосой, Серчихи, Кесалой (разв.), Шарой, Химой и Хакмадой (Россия), на юго-западе — Индирта, Гиреви, на юге — Дартло и Бочорна (Грузия). На северо-западе от Комито находятся гора Шаихкорт и хребет Кобулам, на юго-западе гора Доносмта, на северо-востоке гора Серчихи.

## Топонимика
Советский и российский географ А. А. Головлёв сообщает о том, что на современных картах почти все высокогорные вершины  Бокового хребта, расположенные на чеченском участке границы России и Грузии, носят грузинские названия (например, Махисмагали, Тебулос-Мта, Маистис-Мта, Донос-Мта, Диклос-Мта). Между тем, как показывает К. Н. Россиков, существуют их чеченские эквиваленты.

## Галерея

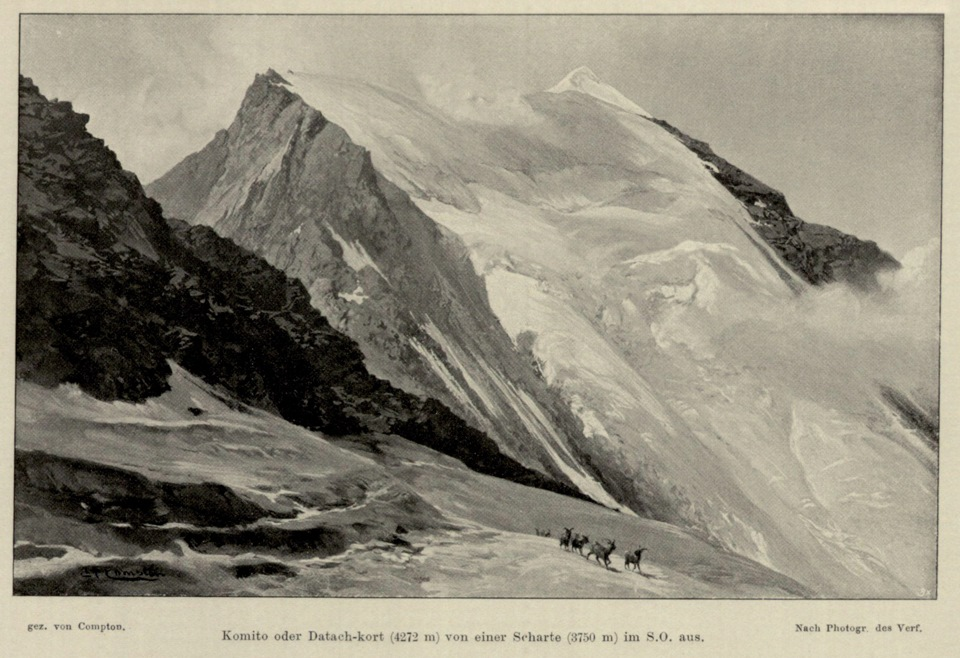
Гора Комито (Датах-Корта). 1892 год
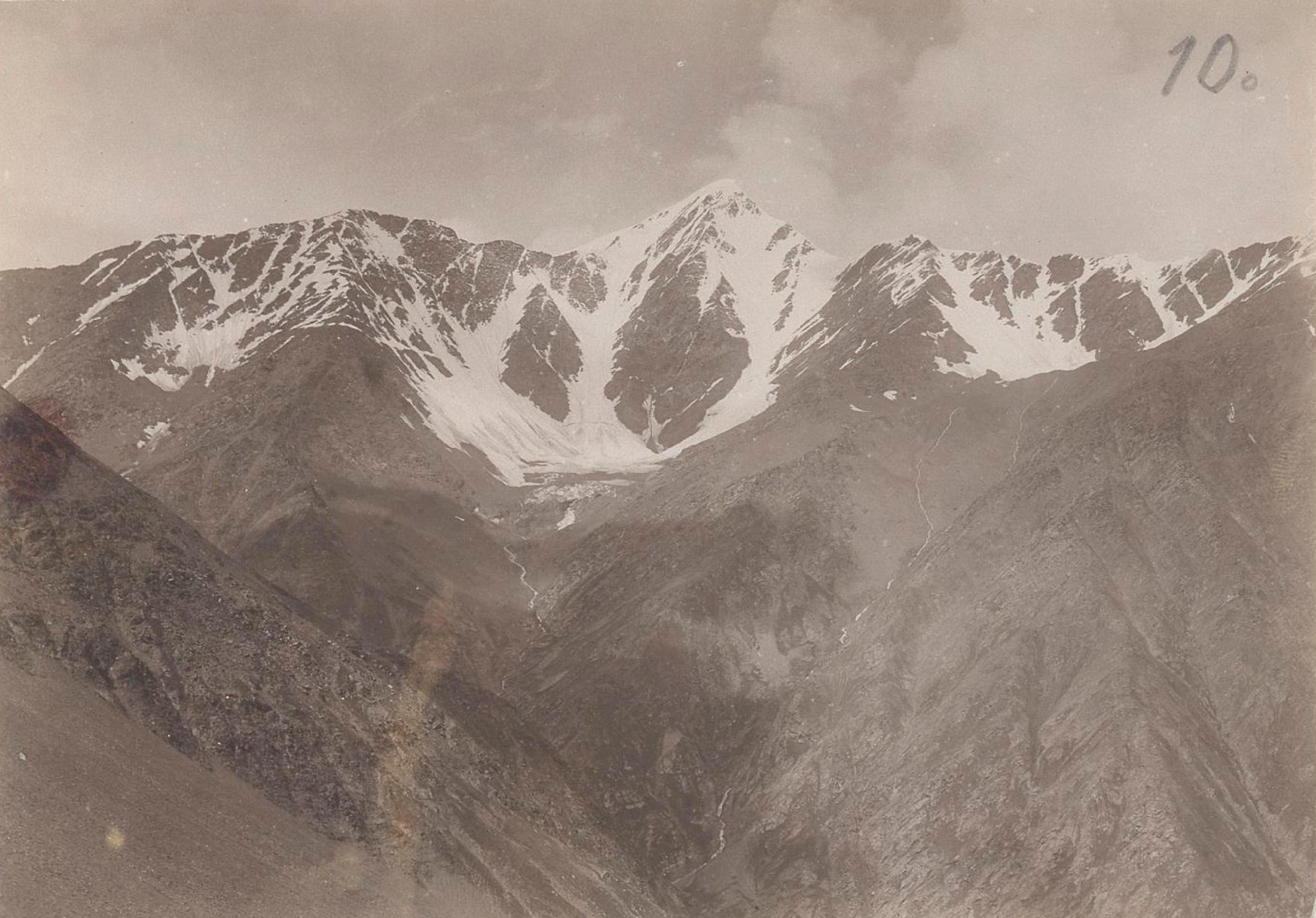
Датах-Корт 1897 год, вид из верхней части долины Доной-Лам.
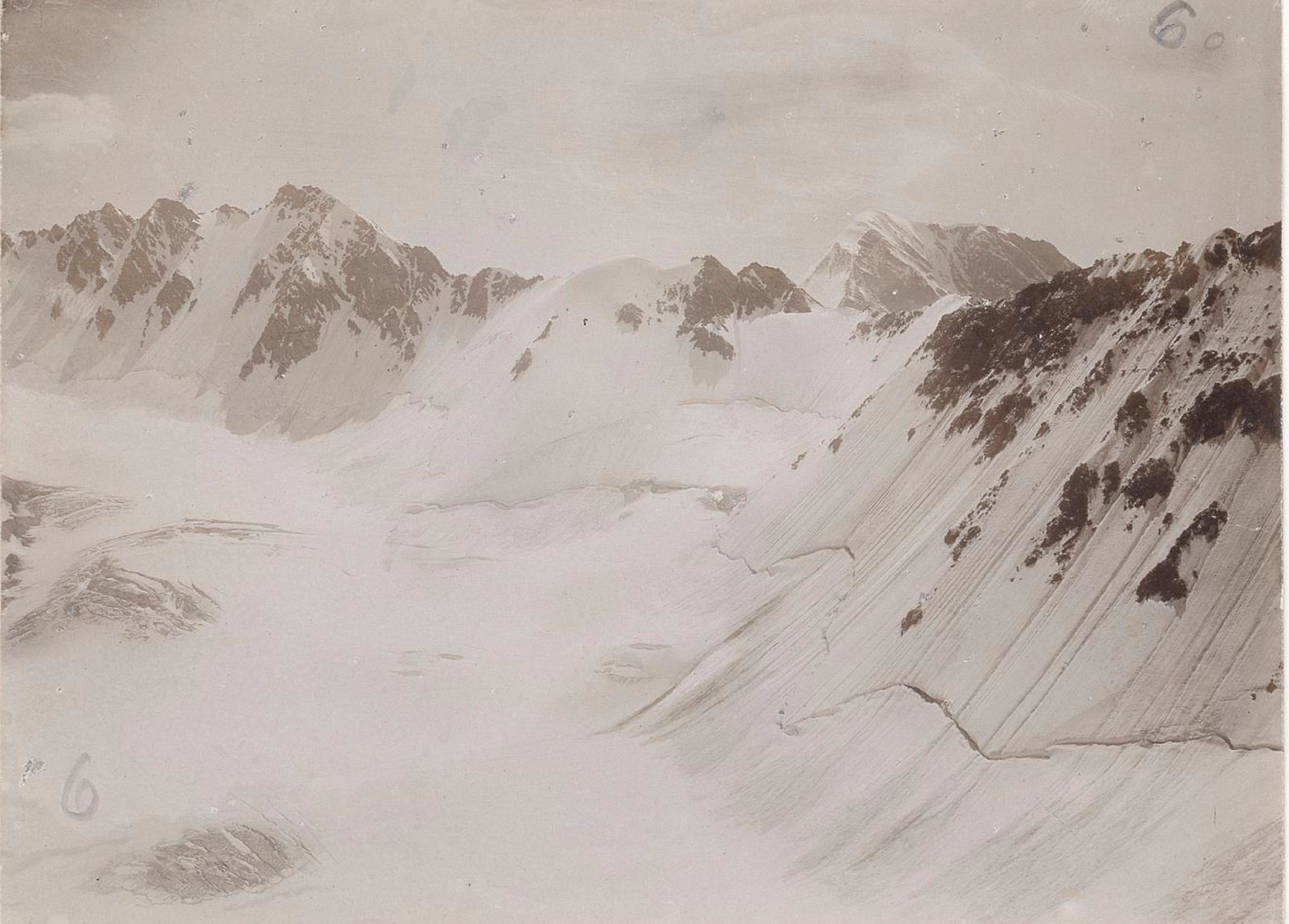
Ледник перевала Катчу-Лам (3550 м) с вершины Датах-Корт
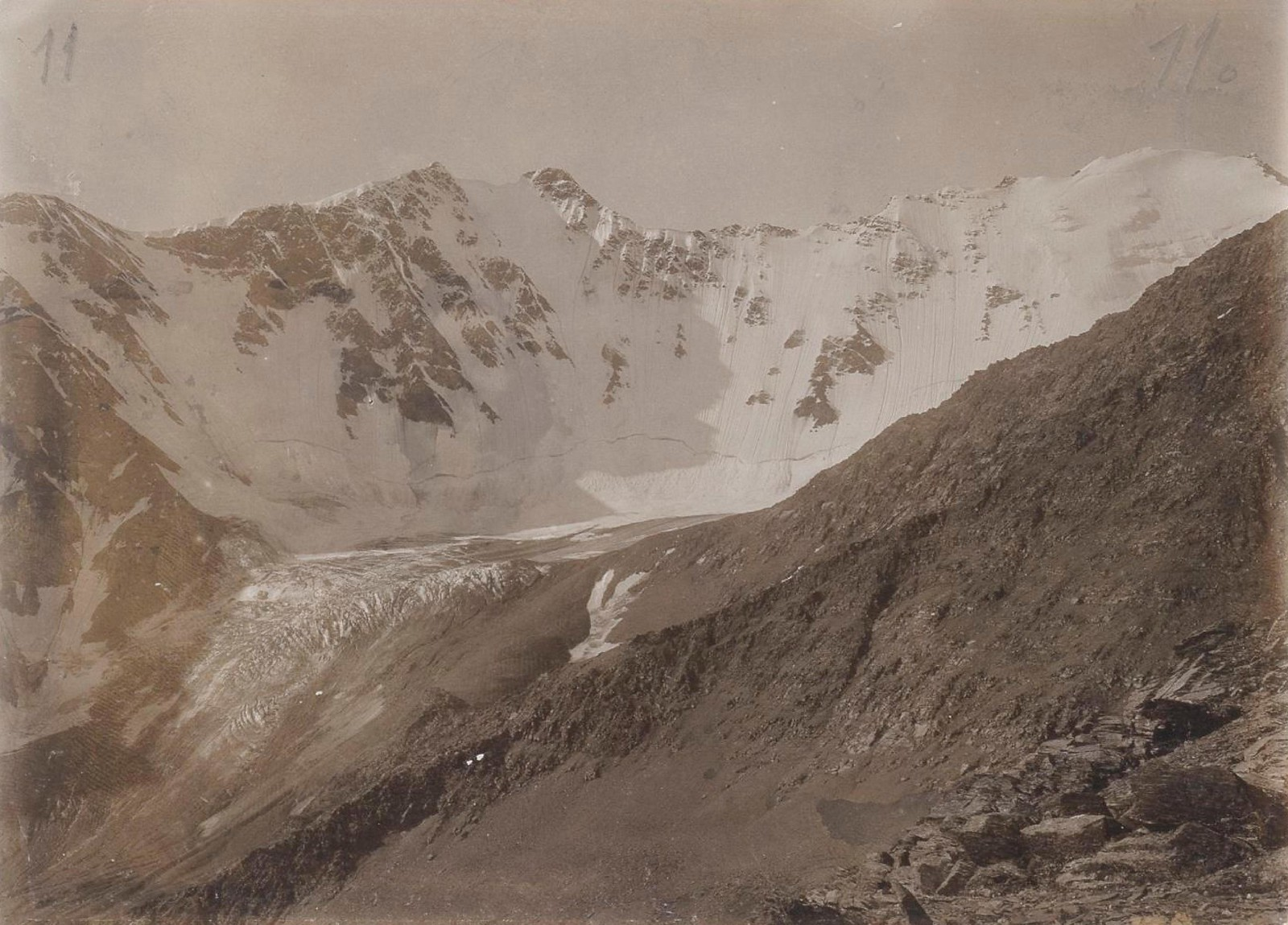
Ледники Датах-Корт. Кавказская экспедиция графа Деши Морица 1897 год